# Mieke Versyp
Mieke Versyp (Gent, 15 oktober 1965) is een Belgische auteur, dansrecensente en dramaturge.

## Leven
Versyp studeerde filosofie aan de Universiteit Gent en werd gebeten door de kunsten. Ze was een tijdje actief als theater- en dansrecensent en tot en met 2011 was ze ook vaste productiedramaturg in het Vlaamse kinderkunstencentrum KOPERGIETERY. Daarna werd ze freelance dramaturg voor dat kunstencentrum en onder meer Studio Orka. In 2004 richtte ze het theatergezelschap Jenny op met onder meer illustrator en auteur Gerda Dendooven. In 2007 besloot ze zich toe te leggen op jeugdliteratuur en schreef ze haar eerste boek bij uitgeverij Lannoo. Ze heeft een dochter en woont momenteel in Gent.

## Werk
De Gentse schrijfster debuteerde in 2007 met het opvallende prentenboek Linus, met illustraties van Pieter Gaudesaboos en Sabien Clement, wat bekroond werd met een Boekenwelp, Gouden Uil en Boekenpluim. Het boek krijgt in 2011 ook een theaterbewerking van het gezelschap Tank Vzw. Ze schreef niet enkel prentenboeken maar maakte met Eksternacht ook een bundeling van korte autobiografische verhalen over mislukte liefdes in de jaren 1940, 1950 en 1960. De verhalen gaan over haar ouders en grootouders en het boek is gevuld met tekeningen, foto’s en voorwerpen uit die tijd.
Versyp maakt fantasierijke verhalen en creëert een goede wisselwerking tussen tekst en illustratie. Ze werkt dan ook samen met allerlei illustratoren, onder meer met Trui Chielens voor Hoe ik het kopbeest versloeg: 23 manieren om niet onzichtbaar te zijn. Het hoofdpersonage Taula neemt je mee in haar leefwereld; een tienermeisje in een huis met zeven kinderen van verschillende vaders. De schijfster gaat geen onderwerp uit de weg en hoewel het thema zwaar kan aanvoelen, blijft de toon luchtig. En dat element kenmerkt ook meteen de stijl van Mieke Versyp; speelse verhalen met dubbele en donkere lagen die jong en oud niet onberoerd laten.